# Prisonnière des ténèbres
Pour les articles homonymes, voir La cieca di Sorrento.
Pour plus de détails, voir Fiche technique et Distribution.
Prisonnière des ténèbres (en italien : La cieca di Sorrento) est un film historique réalisé par Giacomo Gentilomo avec Antonella Lualdi, Paul Campbell (en) et Enzo Biliotti sorti en 1952.
Le film est tiré du roman La cieca di Sorrento de Francesco Mastriani. L'action se situe au XIXe siècle à Sorrente.

## Synopsis
Au XIXe siècle, Naples est gouverné par les Bourbons. Le docteur Pisani est un patriote qui est injustement accusé pour avoir tué une marquise. Il ne veut pas trahir la cause et se laisse exécuter. Dix ans plus tard, son fils Oliviero qui a suivi des cours de médecine rétablit la vérité et veut épouser Béatrice, la fille de la marquise, devenue aveugle lors de l'assaut du château de sa mère par les patriotes révolutionnaires. Oliviero, étant devenu ophtalmologiste, guérit la jeune fille et l'épouse.

## Distribution
- Antonella Lualdi  : Béatrice di Rionero
- Paul Campbell (en) : Oliviero Pisani
- Enzo Biliotti : Ernesto Basileo, le notaire
- Marilyn Buferd : marquise di Rionero
- Charles Fawcett  : marquis di Rionero
- Corrado Annicelli  : docteur Andrea Pisani
- Vera Carmi : Elena Viscardi
- Paul Muller, : Carlo Basileo
- Nuccia Aronne : Béatrice di Rionero enfant
- Giuliano Montaldo : prêtre
- Sergio Bergonzelli
- Michele Riccardini